# 奧爾希納
奧爾希納是波蘭的城鎮，位於該國西南部，距離首府弗罗茨瓦夫116公里，由下西里西亞省負責管轄，面積20.26平方公里，該鎮在十五世紀爆發疫情，2006年人口4,786。

## 外部連結
- Official town webpage （页面存档备份，存于）

51°04′00″N 15°23′20″E / 51.06667°N 15.38889°E